# Пала (приток Выга)
Пала (Чёрная) — река в России, протекает в Медвежьегорском районе Республики Карелия. Устье реки находится в 25 км по правому берегу реки Выг. Длина реки составляет 28 км, площадь водосборного бассейна — 80,7 км². В нижнем течении протекает Палозеро.
Высота истока (Солотозеро) — 178,0 м над уровнем моря.

## Данные водного реестра
По данным государственного водного реестра России относится к Баренцево-Беломорскому бассейновому округу, водохозяйственный участок реки — бассейн озера Выгозеро до Выгозерского гидроузла, без реки Сегежа до Сегозерского гидроузла. Речной бассейн реки — бассейны рек Кольского полуострова и Карелии, впадает в Белое море.
Код объекта в государственном водном реестре — 02020001212102000005424.